# Viktor & Rolf
Viktor & Rolf är ett modehus grundat av de nederländska modeskaparna Viktor Horsting och Rolf Snoeren.

## Historik
De två modeskaparna möttes när de samtidigt studerade på Arnhem's Fashion Academy i Nederländerna och bestämde efter examen att börja arbeta ihop och började samarbeta 1993. De båda modeskaparna blev uppmärksammade för sina skulpturella och experimentella kläder. De gick med i gruppen Le Cri Néerlandais, en grupp eller kollektivt unga designers från Holland som organiserades till att visa sina verk i Paris. Duon producerade kollektioner, varav en blev mycket uppmärksammad, ”Viktor & Rolf On Strike” som uppfattades som kontroversiell. Duon återkom med en kollektion med inspiration från leksaksminiatyrer och fake parfymflaskor vilket visades upp i Amsterdam Art Gallery. De arbetar med Prêt-à-porterplagg.

## Produkter
Deras första parfym Flower Bomb, ett samarbete med L'Oreal. vållade debatt, då den förbjöds på norska flygplatser, då det ansågs att den i formen påminde om en handgranat.
De gjorde 2006 en kollektion för H&M, precis som Karl Lagerfeld och Stella McCartney tidigare gjort. Viktor & Rolf hade ett kärlekstema, med hjärtan på plaggen i damkollektionen. 